# Ulica Marii Konopnickiej w Krakowie
Ulica Marii Konopnickiej – ulica w Krakowie, przebiegająca przez dzielnicę XIII Podgórze i dzielnicę VIII Dębniki. Biegnie od mostu Dębnickiego jako przedłużenie alei Zygmunta Krasińskiego do Ronda Antoniego Matecznego.
Pierwotnie ulica o tej nazwie, nadana na cześć poetki Marii Konopnickiej, ale o znacznie krótszym przebiegu (od mostu Dębnickiego do dzisiejszej ul. Barskiej), biegła po zachodniej stronie linii kolei obwodowej łączącej Łobzów z Bonarką. Po drugiej stronie biegła ul. Mostowa. W 1911 linię kolejową zlikwidowano, a na jej miejscu postanowiono zbudować nową ulicę, której nadano również imię Marii Konopnickiej (ul. Mostową wówczas zlikwidowano). W budowie ulicy przeszkodził wybuch I wojny światowej. Ostatecznie doprowadzono ją w okolice dzisiejszego Ronda Grunwaldzkiego w 1922, a w okolice dzisiejszego Ronda Matecznego w 1929 (jeden z jej odcinków pokrywał się z ul. Barską).
W czasie II wojny światowej początkowy odcinek ulicy za mostem Dębnickim przemianowano na ulicę Beskidzką (Beskidenstrasse).

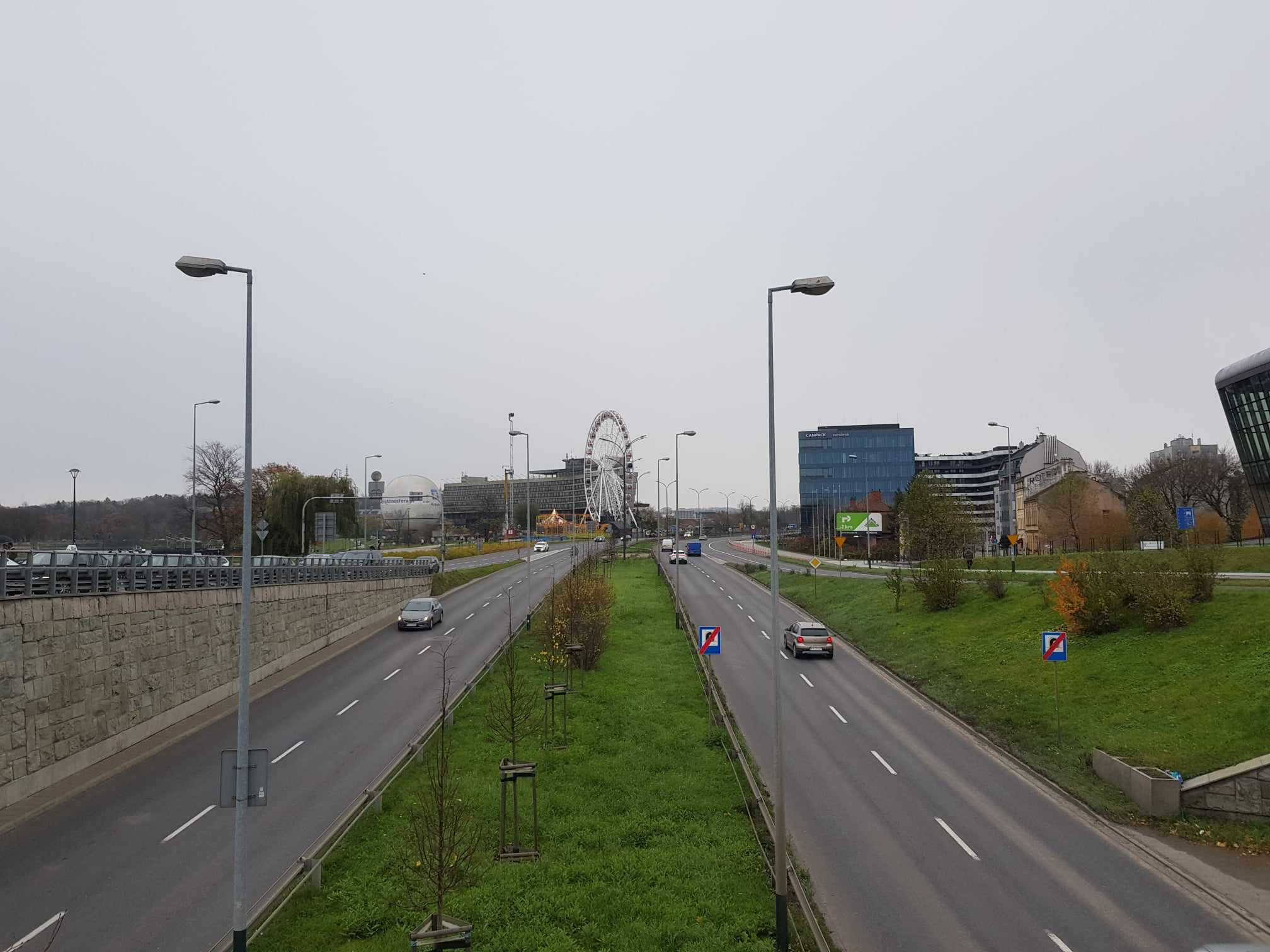
Ulica Marii Konopnickiej przy Rondzie Grunwaldzkim

Powstające po II wojnie światowej przedłużenie ul. Konopnickiej za skrzyżowaniem z ul. Kalwaryjską i Wadowicką nosiło przez pewien okres również imię Konopnickiej – później zmieniono mu nazwę na ul. Kamieńskiego.
W latach 70. XX wieku w trakcie budowy Ronda Grunwaldzkiego ul. Konopnickiej w jego okolicy przesunięto bliżej Wisły, likwidując przy tym ulicę Rybacką i ks. Marka. Rozwój ul. Konopnickiej i Ronda Grunwaldzkiego wpłynął na zmianę przebiegu ul. Barskiej (obecnie w dwóch fragmentach), która była wcześniej główną ulicą łączącą Dębniki z Podgórzem.
W latach 1978–1989 przy ul. Konopnickiej 28 powstał hotel Forum projektu Janusza Ingardena (nieczynny od 2002). W 1994 przy ul. Konopnickiej 26 powstało Muzeum Sztuki i Techniki Japońskiej „Manggha”. Po drugiej stronie Ronda (od strony ul. Monte Cassino) otwarto w 2014 Centrum Kongresowe ICE.

## Obiekty zabytkowe
Do rejestru zabytków wpisane są następujące obiekty przy ul. Konopnickiej:
- kaplica p.w. św. Bartłomieja, ul. Konopnickiej 71, k. XVII, k. XVIII, nr rej.: A-302 z 18.02.1975
- willa, ul. Powroźnicza 2 / Konopnickiej 2, 4 ćw. XIX, nr rej.: A-884 z 23.05.1991